# دوا هلدینگ
دوا هلدینگ (انگلیسی: Dowa Holdings) شرکت فلزات ژاپنی است، که در سال ۱۸۸۴ تأسیس شد.